# Tigridieae
Tigridieae es una tribu de plantas de la subfamilia Iridoideae perteneciente a la familia de las iridáceas. 
Contiene muchas especies perennes que se distribuyen en el Nuevo Mundo. Las hojas de estas plantas son dísticas. Las flores se agrupan en inflorescencias y contiene seis tépalos que en la mayoría de los casos son idénticos entre sí.   
Estas especies a veces se usan como plantas ornamentales, como el caso de Tigridia.
Tiene los siguientes géneros.

## Géneros
Ainea - Alophia - Calydorea - Cardenanthus - Cipura - Cobana - Cypella - Eleutherine - Ennealophus - Fosteria - Gelasine - Herbertia - Kelissa - Lethia - Mastigostyla - Nemastylis - Onira - Sessilanthera - Tigridia